# Lisie Burgos Muñiz
Lisie Janet Burgos Muñiz (Yauco, 17 de junio) es una abogada y política puertorriqueña del Proyecto Dignidad. Desde 2021 sirve como representante por acumulación.

## Primeros años y estudios
Lisie Janet Burgos Muñiz es originaria de Yauco. Obtuvo un bachillerato en gerencia en recursos humanos cum laude de la Universidad Interamericana de Puerto Rico. En la misma universidad completó un juris doctor y una maestría derecho.

## Carrera profesional
Burgos Muñiz ejerce la práctica privada de la abogacía en Puerto Rico. Sus áreas de concentración son en derecho de familia, daños y perjuicios, derecho administrativo y notarial.

## Carrera política
Burgos Muñiz fue postulada por el recién creado Proyecto Dignidad como candidata a representante por acumulación en las Elecciones generales de Puerto Rico de 2020. Resultó electa y asumió el cargo el 2 de enero de 2021. Fue designada como presidenta de la Comisión de Bienestar Social, Personas con Discapacidad y Adultos Mayores.
En 2024 Burgos Muñiz demandó al presidente de la Cámara de Representantes Rafael "Tatito" Hernández luego de que este ordenara la remoción de Burgos Muñiz del hemiciclo cameral tras esta oponerse a utilizar una mascarilla. El tribunal falló a favor de Burgos Muñiz y ordenó a la Cámara de Representantes a permitir a la representante entrar sin mascarilla.

## Historial electoral
| Año  | Cargo                         | Tipo      | Partido | Partido | Votos  | %    | Posición | Resultado |
| ---- | ----------------------------- | --------- | ------- | ------- | ------ | ---- | -------- | --------- |
| 2020 | Representante por acumulación | Generales |         | PD      | 81,360 | 6.73 | 5.ª      | Electa    |
| 2024 | Representante por acumulación | Generales |         | PD      | 84,976 | 7.44 | 4.ª      | Reelecta  |